# Campeonato Sergipano de Futebol de 1923
O Campeonato Sergipano de Futebol de 1923 foi a 5º edição da divisão principal do campeonato estadual de Sergipe. O campeão foi o Cotinguiba que conquistou seu 3º título na história da competição>.

## Premiação
| Campeonato Sergipano de 1923   |
| Aracaju                        |
| ------------------------------ |
| Cotinguiba Campeão (3º título) |